# Liste der Bodendenkmäler in Regnitzlosau
Auf dieser Seite sind die Bodendenkmäler in der oberfränkischen Gemeinde Regnitzlosau zusammengestellt. Diese Tabelle ist eine Teilliste der Liste der Bodendenkmäler in Bayern. Grundlage ist die Bayerische Denkmalliste, die auf Basis des Bayerischen Denkmalschutzgesetzes vom 1. Oktober 1973 erstmals erstellt wurde und seither durch das Bayerische Landesamt für Denkmalpflege geführt wird. Die folgenden Angaben ersetzen nicht die rechtsverbindliche Auskunft der Denkmalschutzbehörde.

## Bodendenkmäler der Gemeinde Regnitzlosau

### Bodendenkmäler in der Gemarkung Draisendorf
| Lage                   | Objekt                                                                         | Akten-Nr.     | Bild |
| ---------------------- | ------------------------------------------------------------------------------ | ------------- | ---- |
| Draisendorf (Standort) | Bestattungsplatz mit verebneten Grabhügeln mit Bestattungen der Hallstattzeit. | D-4-5738-0013 |      |

### Bodendenkmäler in der Gemarkung Nentschau
| Lage                 | Objekt                            | Akten-Nr.     | Bild |
| -------------------- | --------------------------------- | ------------- | ---- |
| Nentschau (Standort) | Mittelalterlicher Turmhügel.      | D-4-5638-0003 |      |
| Nentschau (Standort) | Siedlung des späten Mittelalters. | D-4-5638-0015 |      |

### Bodendenkmäler in der Gemarkung Regnitzlosau
| Lage                    | Objekt | Akten-Nr.     | Bild |
| ----------------------- | --- | ------------- | ---- |
| Regnitzlosau (Standort) | Mittelalterlicher Turmhügel. | D-4-5638-0001 |      |
| Regnitzlosau (Standort) | Archäologische Befunde des Mittelalters und der frühen Neuzeit im Bereich von Schloss Niedernberg.                                                | D-4-5638-0011 |      |
| Regnitzlosau (Standort) | Archäologische Befunde des Mittelalters und der frühen Neuzeit im Bereich des abgegangenen Schlosses Hohenberg.                                   | D-4-5638-0012 |      |
| Regnitzlosau (Standort) | Archäologische Befunde im Bereich eines abgegangenen frühneuzeitlichen Schlosses.                                                                 | D-4-5738-0010 |      |
| Regnitzlosau (Standort) | Archäologische Befunde des Mittelalters und der frühen Neuzeit im Bereich der Evangelisch-Lutherischen Pfarrkirche von Regnitzlosau mit Kirchhof. | D-4-5738-0012 |      |